# Piazza del Comune (Fabriano)
Piazza del Comune è il fulcro urbano e la piazza storica più importante della città marchigiana di Fabriano, in provincia di Ancona.

## Storia e descrizione

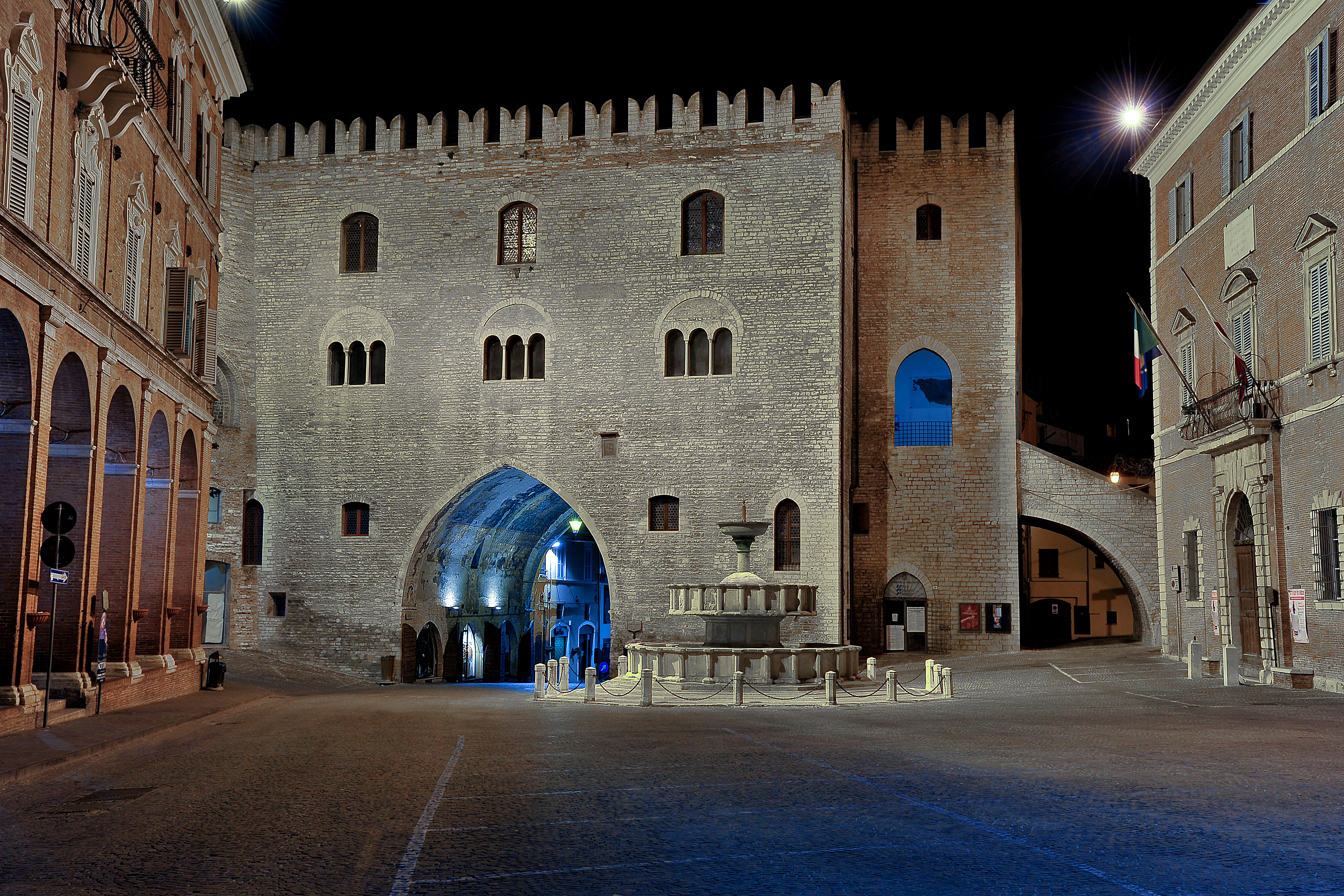
Veduta della piazza col Palazzo del Podestà
e la fontana Sturinalto.

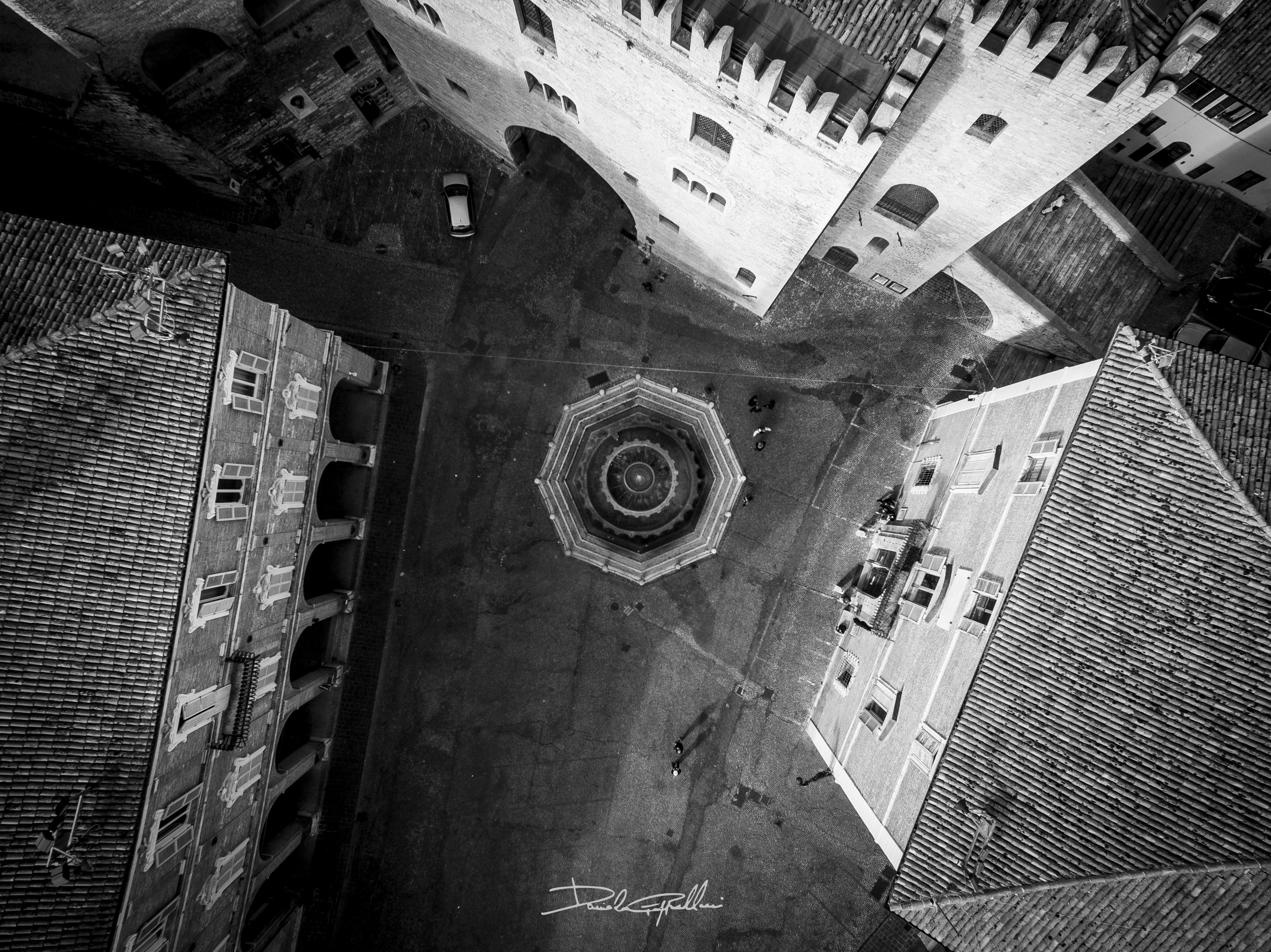
Veduta aerea della parte principale della piazza.

Detta anticamente "Platea Magna", è il centro politico e civile della città fin dalle sue origini. Presenta un'insolita forma triangolare ed contornata da insigni monumenti che vanno dall'epoca medievale al periodo barocco.
Al centro della piazza è la celebre fontana detta Sturinalto, commissionata nel 1285 a Jacopo di Grondolo, che s'ispirò alla Fontana Maggiore di Perugia.
- Il lato nord occidentale è il fulcro visivo della piazza ed è occupato interamente dal duecentesco Palazzo del Podestà[2].
- Il lato orientale accoglie il Palazzo del Comune, risalente al 1350 circa. Era l'antica dimora dei Chiavelli, signori della città fino al 1435[2]. Venne ricostruito nel 1690 e dal suo cortile è l'ingresso al Teatro Gentile da Fabriano. Alla sua destra si allunga il Loggiato di San Francesco che con il suo porticato seicentesco di 19 arcate, occupa gran parte di quest'ala della piazza[2].
- Il lato sud-occidentale è incentrato sul possente Palazzo Vescovile, anticamente sede dei Priori, venne riedificato a partire dal 1545 e sopraelevato sul portico ad arcate nel 1729 quando passò ai vescovi[3]. Al suo fianco si erge la Torre Civica, di origini medievali, che crollò nel 1542 e venne riedificata insieme al contiguo episcopio[3].